# Rob Parisien
Robert C. Parisien (* 19. März 1970 in Montréal, Kanada) ist ein ehemaliger US-amerikanischer Skirennläufer.

## Karriere
Parisien gehörte zwischen 1987 und 1992 dem US Ski Team an. Sein internationales Renndebüt gab er bei den Juniorenweltmeisterschaften 1988 in Madonna di Campiglio, wobei er mit Rang 7 im Riesenslalom sein bestes Ergebnis erzielte.
1991 nahm er erstmals an Alpinen Skiweltmeisterschaften teil. Bei den Wettkämpfen in Saalbach-Hinterglemm belege er den 25. Platz im Riesenslalom.
Im darauffolgenden Jahr wurde Parisien für die Olympischen Winterspiele in Albertville nominiert. Mit dem 20. Rang im Riesenslalom gelang ihm eine Steigerung gegenüber den Weltmeisterschaften im Vorjahr.
Nach den Spielen beendete Parisien seine Karriere im Alter von 22 Jahren.

## Privates
Seine Schwestern Julie und Anne-Lise Parisien waren ebenfalls als Skirennläuferinnen aktiv.
Nach seiner Karriere als Skirennläufer studierte Parisien Philosophie an der University of Colorado Boulder, danach Medizin am Dartmouth College. Heute arbeitete er als Unfallchirurg in Manchester, New Hampshire.

## Erfolge

### Olympische Winterspiele
- Albertville 1992: 20. Riesenslalom

### Weltmeisterschaften
- Saalbach-Hinterglemm 1991: 25. Riesenslalom[1]

### Juniorenweltmeisterschaften
- Madonna di Campiglio 1988: 7. Riesenslalom, 9. Super-G
- Aleyska 1989: 9. Slalom, 13. Riesenslalom, 25. Super-G